# Giulio Costantini
Giulio Costantini (Cortina d'Ampezzo, 26 febbraio 1947) è un ex hockeista su ghiaccio italiano.
Giocatore della Sportivi Ghiaccio Cortina ha preso parte a otto campionati mondiali di hockey su ghiaccio.
È stato sei volte campione d'Italia: 1968, 1970, 1971, 1972, 1974 e 1975
Ha inoltre vinto due volte la Coppa Italia (1973 e 1974) ed una volta la Coppa delle Alpi (1970)